# Martin Drennan

Bischofswappen von Martin Drennan

Martin Drennan (* 2. Januar 1944 in Piltown, County Kilkenny; † 26. November 2022 in Dublin) war ein irischer Geistlicher und römisch-katholischer Bischof von Galway und Kilmacduagh.

## Leben
Drennan studierte Philosophie und römisch-katholische Theologie in Maynooth sowie am Päpstlichen Bibelinstitut in Rom und wurde am 16. Juli 1968 für das Bistum Ossory zum Priester geweiht. Er war in der Marienkathedrale von Kilkenny und in der Gemeinde von Ballycallan tätig. Mehr als zwei Jahrzehnte lang unterrichtete er als Professor für Altes Testament sowohl am St. Kieran's College in Kilkenny, am St Patrick’s College, Maynooth als auch in Rom, wo er in den 1980er Jahren fünf Jahre lang das Päpstliche Irische Kolleg leitete.
Am 28. Mai 1997 wurde Drennan von Papst Johannes Paul II. zum Weihbischof im Erzbistum Dublin und zum Titularbischof von Aquae Regiae ernannt. Die Bischofsweihe empfing er am 21. September desselben Jahres vom Erzbischof von Dublin, Desmond Connell; Mitkonsekratoren waren der Apostolische Nuntius in Irland, Erzbischof Luciano Storero, und der Bischof von Ossory, Laurence Forristal.
Am 23. Mai 2005 wurde Drennan Bischof von Galway und Kilmacduagh und Apostolischer Administrator von Kilfenora. Drennan war in Galway Nachfolger des Bischofs James McLoughlin. Am 29. Juli 2016 nahm Papst Franziskus sein aus Gesundheitsgründen vorgebrachtes Rücktrittsgesuch an.
Martin Drennan starb am 26. November 2022 im Alter von 78 Jahren im St.–Vincent–Hospital in Dublin.